# Panamerikanska U21-cupen (volleyboll, damer)
Panamerikanska U21-cupen är en tävling i volleyboll för nord- och sydamerikanska U21-damlandslag organiserad av Pan-American Volleyball Union under NORCECAs överinseende. Före 2012 var åldersgränsen 20 år.

## Upplagor
| Upplaga                                | Upplaga                 | Podium                      | Podium                      | Podium       |
| Säsong                                 | Värd                    | Mästare                     | Tvåa                        | Trea         |
| -------------------------------------- | ----------------------- | --------------------------- | --------------------------- | ------------ |
| Fram till 2021 var åldersgränsen 20 år |                         |                             |                             |              |
| 2011 mer information                   | Peru                    | Peru U20                    | Dominikanska republiken U20 | Kuba U20     |
| 2013 mer information                   | Kuba                    | Mexiko U20                  | Dominikanska republiken U20 | Colombia U20 |
| 2015 mer information                   | Dominikanska republiken | Dominikanska republiken U20 | Argentina U20               | Chile U20    |
| 2017 mer information                   | Costa Rica              | USA U20                     | Argentina U20               | Kuba U20     |
| 2019 mer information                   | Peru                    | Kuba U20                    | Dominikanska republiken U20 | Peru U20     |
| 2021                                   | -                       | Ej genomförd                | Ej genomförd                | Ej genomförd |
| Sedan 2022 är åldersgränsen 21 år      |                         |                             |                             |              |
| 2022 mer information                   | Mexiko                  | USA U21                     | Argentina U21               | Mexiko U21   |
| 2023 mer information                   | Mexiko                  | USA U21                     | Mexiko U21                  | Kuba U21     |

## Medaljörer
| Pos. | Lag                         | Guld | Silver | Brons | Totalt |
| ---- | --------------------------- | ---- | ------ | ----- | ------ |
| 1    | USA U21                     | 3    | 0      | 0     | 3      |
| 2    | Dominikanska republiken U21 | 1    | 3      | 0     | 4      |
| 3    | Kuba U21                    | 1    | 0      | 3     | 4      |
| 4    | Mexiko U21                  | 1    | 1      | 1     | 3      |
| 5    | Peru U21                    | 1    | 0      | 1     | 1      |
| 6    | Argentina U21               | 0    | 3      | 0     | 3      |
| 7    | Chile U21                   | 0    | 0      | 1     | 1      |
| 7    | Colombia U21                | 0    | 0      | 1     | 1      |